# Halsbandalge
Die Halsbandalge (Bambusina borreri, Synonym: Bambusina brebissonii) ist eine Algenart aus der Gruppe der Zieralgen (Desmidiales).

## Merkmale
Die mediane Einschnürung ist fast nicht vorhanden. Die Zellen sind 25 bis 30 Mikrometer lang und 18 bis 23 Mikrometer breit. Sie sind in der Aufsicht kreisrund. Am breiten Scheitel hängen die Einzelzellen zusammen.

## Vorkommen
Bambusina brebissonii kommt planktisch in Moorseen und Torfstichen vor.

## Belege
- Heinz Streble, Dieter Krauter: Das Leben im Wassertropfen. Mikroflora und Mikrofauna des Süßwasser. Ein Bestimmungsbuch. Franckh-Kosmos Verlag, Stuttgart 2008, ISBN 978-3-440-11966-2